# American Horror Story: Murder House
American Horror Story: Murder House (originalmente intitulada como American Horror Story) é a primeira temporada da série de televisão American Horror Story, da FX. A temporada estreou em 5 de outubro de 2011 e terminou em 21 de dezembro de 2011.
Os membros do elenco incluem Connie Britton, Dylan McDermott, Evan Peters, Taissa Farmiga, Denis O'Hare e Jessica Lange.

## Sinopse
A primeira temporada segue a família Harmon: Ben, Vivien e sua filha Violet, que se mudam de Boston para Los Angeles depois de Vivien sofrer um aborto e Ben ter um caso extraconjugal. Na nova casa, a família conhece sua misteriosa vizinha, Constance Langdon, e sua filha, Addie. Ben começa a atender seus pacientes em casa, mas um em particular, Tate Langdon, sente um amor doentio por Violet. Ele faz de tudo para protegê-la, apesar de esconder seu lado sombrio e sua verdadeira história. Acontecimentos bizarros e violentos passam a ocorrer com maior regularidade, com a família não tendo conhecimento de que já houve mais de 20 mortes violentas na casa ao longo de sua história, sendo assim, conhecida em passeios turísticos como "A Casa dos Assassinatos". A família luta com seus próprios problemas pessoais, sem saber que o mal está se aproveitando dos mesmos para gerar o anti-cristo.

## Elenco e personagens

### Principal
- Connie Britton como Vivien Harmon
- Dylan McDermott como Dr. Ben Harmon
- Evan Peters como Tate Langdon
- Taissa Farmiga como Violet Harmon
- Denis O'Hare como Larry Harvey
- Jessica Lange como Constance Langdon

### Convidados especiais
- Kate Mara como Hayden McKlaine
- Zachary Quinto como Chad Warwick
- Eric Stonestreet como Derek
- Charles S. Dutton como Detetive Granger

### Recorrente
- Frances Conroy como Moira O'Hara
- Alexandra Breckenridge como Moira O'Hara jovem
- Christine Estabrook como Marcy
- Jamie Brewer como Adelaide 'Addy' Langdon
- Shelby Young como Leah
- Azura Skye como Fiona
- Kyle Davis como Dallas
- Michael Graziadei como Travis Wanderley
- Rosa Salazar como Enfermeira Maria
- Lily Rabe como Nora Montgomery
- Matt Ross como Dr. Charles Montgomery
- David Anthony Higgins como Stan
- Eve Gordon como Dra. Hall
- Teddy Sears como Patrick
- Morris Chestnut como Luke
- Sarah Paulson como Billie Dean Howard
- Rebecca Wisocky como Lorraine Harvey

### Convidado
- Andy Umberger como Dr. Day
- Bianca Lawson como Abby
- Christian Serratos como Becca
- Jamie Harris como R. Franklin
- Mageina Tovah como Bianca Forest
- Scott Lawrence como Detetive Webb
- Drew Powell como Detetive Collier
- Geoffrey Rivas como Detetive Jack Colquitt
- Adina Porter como Sally Freeman
- Eric Close como Hugo Langdon
- Missy Doty como Enfermeira Angela
- Brando Eaton como Kyle Greenwell
- Ashley Rickards como Chloe Stapleton
- Alessandra Torresani como Stephanie Boggs
- Jordan David como Kevin Gedman
- Tom Gallop como Sr. Carmichael
- Amir Arison como Joe Escandarian
- Kathleen Rose Perkins como Peggy
- Richard Short como Gary
- Joshua Malina como David Curran
- April Grace como Enfermeira Naima
- Tanya Clarke como Marla McClaine
- Mena Suvari como Elizabeth Short
- W. Earl Brown como Phil Critter
- Malaya Rivera Drew como Detetive Barrios
- Derek Richardson como Harry Goodman
- Gregory Sporleder como Peter McCormick
- Steven Anderson como Dr. Marchesi
- Anthony Ruivivar como Miguel Ramos
- Lisa Vidal como Stacey Ramos
- Brennan Mejia como Gabriel 'Gabe' Ramos
- Meredith Scott Lynn como Helen

## Episódios
| N.º na série | N.º na temp. | Título                                         | Dirigido por        | Escrito por                | Exibição original      | Audiência (milhões) |
| --- | ------------ | ---------------------------------------------- | ------------------- | -------------------------- | ---------------------- | ------------------- |
| 1 | 1            | "Pilot" "(Piloto)"                             | Ryan Murphy         | Ryan Murphy & Brad Falchuk | 5 de outubro de 2011   | 3.18                |
| Em 1978, dois gêmeos ultrapassam o portão da Casa dos Assassinatos. Adelaide os avisa que, se entrarem na casa, irão morrer. Eles desobedecem e entram mesmo assim. Quebram todos os móveis e descem até o porão. Ao encontrarem vidros com fetos, tentam sair, mas algo os mata. Em 2011, Vivien entra em sua casa e se desespera ao perceber a presença de um ladrão. Em defensiva, ela sobe as escada com uma faca; e em desespero, fere Ben, seu marido psiquiatra, ao flagrá-lo em sua cama com outra mulher. Algum tempo depois, Viven, Ben e Violet, filha do casal, estão de mudança. Marcy, a corretora de imóveis, conta a história da casa e de seus antigos donos gays que após um matar ao outro cometeu suicídio. Violet insiste pela casa e os pais aceitam. Ben pede que Vivien faça sexo com ele, porém ela diz que ainda não está preparada. Violet fuma no colégio e se envolve em confusão com Leah. Vivien leva um susto com Adelaide dentro de sua casa dizendo que ela irá morrer. Constance se apresenta como mãe de Adelaide e nova vizinha e deixa Vivien desconfortável com a situação. Constance presenteia Vivien com um tufo de sálvia. Vivien se espanta ao encontrar uma fantasia de borracha no porão. Ben joga a fantasia no lixo. Tate relata a Ben seus sonhos matando todos os seus amigos e a insanidade sexual de sua mãe. Violet é flagrada por Tate ao tentar se matar cortando os pulsos. Ben fica em estado de hipnose e sonâmbulo, sai nu à noite para acender a lareira. Moira se apresenta a Vivien como a empregada da casa por décadas. Ben a conhece, mas não vê uma senhora idosa como Vivien, mas uma jovem e sensual mulher. Tate mente durante sua consulta e Ben o repreende. Violet ouve Tate confessando para Ben que está apaixonado por alguém e eles trocam confidências. Ben flagra os dois juntos e se irrita por Violet se envolver com um paciente seu. Ben se masturba ao ver Moira se insinuando a ele, e em seguida, se espanta ao ver Larry, um homem deformado em seu quintal. Adelaide invade a casa de Vivien mais uma vez e ela se irrita com a menina. Constance ameaça Vivien caso ele brigue com Adelaide. Moira se insinua a Ben e Violet os flagra juntos. Violet briga de novo no colégio com Leah. Ben e Vivien têm um acerto de contas que acaba numa reconciliação. Tate e Violet armam uma vingança a Leah: levá-la para a casa e assustá-la. Um homem vestido com a fantasia de borracha estupra Vivien, que acredita que foi Ben quem a possuiu. Tate leva Leah para o porão e a assusta com ajuda do Infantata, a criatura que matou os gêmeos anos antes. Violet presencia a cena e percebe que há algo de errado com Tate, pedindo que ele nunca mais a procure. Larry segue Ben e o avisa que ele corre risco de vida ficando em sua nova casa. Larry conta como matou sua família no incêndio que o deixou deformado. Constance humilha Moira. Vivien descobre que está grávida novamente e Ben se emociona. |              |                                                |                     |                            |                        |                     |
| 2 | 2            | "Home Invasion" "(Invasão Domiciliar)"         | Alfonso Gomez-Rejon | Ryan Murphy & Brad Falchuk | 12 de outubro de 2011  | 2.46                |
| Em 1968, Maria é enganada ao ajudar um rapaz que finge estar ferido e acaba sendo assassinada a facadas por ele. Em 2011, Tate provoca Ben durante sua consulta ao lembrar de sua infidelidade à Vivien. Hayden, amante de Ben, lhe anuncia por telefone que está grávida. Leah e Violet questionam o que aconteceu no porão. O alarme toca e Ben e Vivien descobrem que Adelaide invadiu a casa mais uma vez. Vivien reclama com Ben sobre sua gravidez sem enjoos. Bianca, paciente de Ben, o questiona sobre os assassinatos que já ocorreram na casa. Ben avisa para a mãe de Tate que não irá mais atendê-lo. Constance prepara cupcakes com ingredientes que provocam hemorragia para presentear Violet. Larry persegue Ben novamente e o atormenta quanto a presença de sua amante. Ben mente a Vivien para poder viajar e encontrar Hayden. Constance presenteia Violet e confidencia a Vivien sobre sua família de filhos com síndromes e deformações. Moira tenta seduzir Ben na frente de Vivien, mas ele resiste. Vivien leva os cupcakes para Violet, que não os come. Ben e Hayden se reencontram e ela está destinada a fazer um aborto. Vivien liga e Hayden tem uma crise de ciúmes. Bianca bate na porta de Vivien com um sangramento na cabeça, mas ela não presta socorro. Mascarados, Fiona, Dallas e Bianca, a paciente de Ben, revelam-se ser viciados em reproduzir cenas de assassinato. Eles amarram Vivien e Violet e as tornam reféns. Violet reage e Tate ordena que ela corra para a banheira do porão. Vivien vê Adelaide e tenta se comunicar para que ela peça ajuda. Violet engana Bianca e Fiona para que elas desçam até o porão. Bianca come o cupcake e começa a passar mal. Adelaide avisa Constance que invadiram a casa vizinha, mas ela a rejeita e a prende num quarto de espelhos. Tate fere Bianca na barriga com um machado. Vivien consegue fugir de Dallas. Tate engana Fiona levando-a ao porão. Violet e Vivien fogem da casa. Fiona e Dallas são assassinados pelo espírito de Maria e de sua amiga enfermeira. Ben deixa Hayden sozinha ao descobrir o que aconteceu em sua casa enquanto estava fora. Ben é interrogado pelos detetives Webb e Collier. Ben descobre que Tate ajudou a salvar Vivien e Violet e fica furioso. Vivien anuncia a Ben que eles irão vender a casa. |              |                                                |                     |                            |                        |                     |
| 3 | 3            | "Murder House" "(A Casa dos Assassinatos)"     | Bradley Buecker     | Jennifer Salt              | 19 de outubro de 2011  | 2.59                |
| Em 1983, Moira tenta fugir das investidas de seu patrão, marido de Constance, mas mesmo assim ele não desiste e tenta estuprá-la. Constance flagra os dois na cama e os mata a tiros. Em 2011, Ben revela a Vivien que se eles venderem a casa correm o risco de irem à falência. Vivien ameaça denunciar Marcy caso ela não encontre uma nova casa para sua família morar. Constance humilha Moira e relembra o dia que a matou. Ao atender um paciente, Ben tem alucinações e depois se encontra com sangue nas mãos. Moira tenta seduzi-lo mais uma vez, só que Ben grita dando-lhe demissão. Vivien flagra e Moira ameaça denunciá-los caso eles o demitam sem justa causa. Vivien percebe sua casa virou ponto turístico da cidade por suas histórias de horror. Ben se demonstra preocupado com Violet. Ben exige que Moira devolva seu gravador. Hayden surpreende Ben ao aparecer na casa e anuncia que desistiu do aborto para ter o filho dos dois. Um detetive procura Ben e o aborda dizendo que sua última paciente morreu misteriosamente ao sair de seu consultório. Vivien faz um tour do terror pela cidade e descobre a história de sua casa: Nora e o doutor Charles foram os primeiros moradores. O casal vivia em guerra. Juntos, realizavam abortos clandestinos na casa, cujos fetos Charles usava para faz experiências. No meio da história, Vivien tem um sangramento, mas a médica a tranquiliza de que ela não abortou mais uma vez. Ben desmaia durante a consulta. Constance cumprimenta Tate, mas ele a rejeita. Larry volta a perseguir Ben e ele o ameaça caso o siga novamente. Ben não consegue encontrar seu gravador e vai cavar em seu quintal. Constance o observa. Moira torce para que Ben encontre seu corpo, enterrado no local. Nora visita Vivien como uma possível compradora e se escandaliza com os avanços da modernidade. Vivien confidencia que está grávida e Nora desaparece. O detetive acusa Ben de ter induzido sua última paciente ao suicídio. Violet ameaça fugir de casa caso sua família tenha que se mudar de casa novamente. Hayden volta a procurar Ben em sua casa. Larry mata Hayden com uma pá e Ben se desespera. Larry esconde o corpo de Hayden no buraco que Ben havia cavado. Ben constrói um gazebo sobre os corpos de Moira e Hayden, aprisionando seus corpos para sempre na casa. Nora analisa Vivien ao dormir. |              |                                                |                     |                            |                        |                     |
| 4 | 4            | "Halloween (Part 1)" "(Halloween (Parte 1))"   | David Semel         | James Wong                 | 26 de outubro de 2011  | 2.96                |
| Em 2010, Chad e Patrick, um casal de gays que morava na casa antes da família Harmon, brigam por ter pensamentos distintos quanto a sua relação, e o Homem de Borracha aparece e os assassina. Em 2011, Ben e Vivien decidem contratar alguém para decorar a casa para o Halloween. Marcy recomenda Chad. Constance reclama por Adelaide estar paquerando Travis, seu atual namorado. Larry ameaça contar a família de Ben sobre a morte de Hayden caso ele não pague mil dólares a ele. Tate insiste para que Ben continue seu tratamento. O policial Luke instala alarmes na casa dos Harmon e se coloca a disposição. Ben e Vivien recepcionam Chad e Patrick. Chad recomenda que Ben retire o gazebo do quintal, ele fica aflito e se corta. Patrick faz um curativo e tenta seduzi-lo, mas Ben foge das investidas. Chad alerta Vivien sobre as ligações que Ben faz para sua amante. Adelaide pede a Violet que a deixe bonita e ela a maqueia. Constance humilha Adelaide ao vê-la maquiada. Tate se veste de Homem de Borracha e tenta assustar Violet. Tate conta a história dos abortos de Dr. Charles no porão da casa e do sequestro do bebê de Nora, que foi esquartejado e devolvido separado em potes. Charles costura os restos mortais do bebê e monta um monstro: Infantata. Tate e Ben saem juntos e conversam sobre Violet ficando amigos. Adelaide se entristece e decide não ir ao Halloween, mas Constance a anima. Vivien descobre que Ben ainda manteve relações com Hayden. Ben garante que a história deles acabou, mas Hayden o liga justamente nesse momento. Chad e Patrick são expulsos da casa dos Harmon. Vivien passa mal. Violet fica sozinha em casa. Adelaide é atropelada. A enfermeira desmaia com o que vê no televisor de ultrassom de Vivien. Constance tenta levar o corpo de Adelaide para o gramado da casa dos Harmon, mas ela morre antes. Moira visita sua mãe no hospital e a mata para que pare de sofrer. Larry procura Ben em casa e Violet se desespera. Ben e Vivien a procuram pela casa, mas não a encontram. Ben abre a porta de casa e se depara com Hayden. |              |                                                |                     |                            |                        |                     |
| 5 | 5            | "Halloween (Part 2)" "(Halloween (Parte 2))"   | David Semel         | Tim Minear                 | 2 de novembro de 2011  | 2.74                |
| Tate e Violet se encontram no porão e fogem juntos de casa. Vivien pede o divórcio a Ben. Ben acerta as contas com Larry e o deixa bastante ferido. Tate e Violet namoram na praia quando Chloe, Kyle, Steph e Kevin os ameaçam de morte. Vivien ameaça Hayden quando ela liga. Hayden exige que ela pergunta a Ben sobre Boston e assusta Vivien escrevendo no espelho de seu banheiro. Ben sai a procura de Hayden pela casa e a encontra no porão. Hayden reclama por sua morte. Larry acerta Ben com uma pá. Chad destrói seus enfeites de Halloween e grita com Vivien. Hayden provoca um incêndio e deixa Vivien desesperada fazendo-lhe pressão psicológica. Violet defende Tate, mas Chloe, Kyle, Steph e Kevin os persegue. Hayden aparece a Vivien e insinua que Ben é um assassino. Vivien conta que está grávida e Hayden tenta matá-la por estar com inveja. Chad impede que Larry ateie fogo à casa. Nora desamarra Ben para que ele salve Vivien e principalmente o bebê. Ben impede que Hayden mate Vivien e o policial Luke coloca Hayden na mira de sua arma. Constance maqueia Adelaide no necrotério e se emociona. Violet descobre que Tate é filho de Constance. Chloe, Kyle, Stephanie, Amir e Kevin cobram explicações por terem sido mortos por ele. Ao raiar o dia, os espíritos retornam para a casa. Hayden desaparece do carro de Luke. Ben e Vivien se divorciam e ele sai de casa. |              |                                                |                     |                            |                        |                     |
| 6 | 6            | "Piggy Piggy" "(Porquinho, Porquinho)"         | Michael Uppendahl   | Jessica Sharzer            | 9 de novembro de 2011  | 2.83                |
| Em 1994, Tate comete um massacre escolar e assassina os estudantes Chloe, Kyle, Stephanie, Amir e Kevin na biblioteca. Constance implora para que os policiais não o matem. Em 2011, Violet, instigada pelos espiritos dos estudantes assassinados, investiga o massacre e descobre que Tate é um assassino e que está morto há mais de 17 anos. Constance apresenta a médium Billie Dean a Violet e ela pede sua ajuda para convencer Tate de que está morto. Luke se mostra a disposição de Vivien e Ben tem ciúmes da aproximação dos dois. Violet pensa em cometer suicídio. Derek, paciente de Ben, conta sobre seu medo de escuro e do homem dos porcos. Violet se culpa pela separação de Ben e Vivien. Constance presenteia Vivien com vísceras de porcos dizendo que faz bem para a gravidez. Moira incentiva Vivien a não perdoar Ben. Ben ajuda Derek a lidar com seu medo do homem dos porcos, mas espíritos da casa o assustam. Ben e Vivien se aproximam durante uma ultrassom. Leah incentiva Violet a se dopar com comprimidos para fugir de seus problemas. Violet investiga o massacre que Tate fez na faculdade. Vivien anuncia falência e Moira insiste em cuidar dela até o nascimento do bebê e a serve cérebro cru. Violet segue o conselho de Leah e se dopa com vários comprimidos levando-se ao desmaio. Tate tenta salvá-la e provoca seu vômito. Ben incentiva Derek a lidar mais uma vez com seus medos. A enfermeira que desmaiou durante a ultrassom revela que viu um demônio no ventre de Vivien. A casa de Derek é assaltada e ele é assassinado. Constance conversa com Adelaide através de Billie Dean. Em 1994, Tate é fuzilado pelos policiais e morre sem dizer porque matou seus colegas. Em 2011, Tate e Violet se consolam. |              |                                                |                     |                            |                        |                     |
| 7 | 7            | "Open House" "(Casa Aberta)"                   | Tim Hunter          | Brad Falchuk               | 16 de novembro de 2011 | 3.06                |
| Em 1994, Larry mata Beau, um dos filhos de Constance que tem problemas mentais. Em 2011, Joe Escandarian analisa se irá comprar ou não a casa da família Harmon. Larry visita a casa alegando que quer comprá-la, mas Marcy o trata mal. Vivien tem um sonho erótico com Luke e com o Homem de Borracha. Violet diz a Ben e Vivien que não irá mais tentar cometer um suicídio. Ben está disposto a vender a casa, mas Vivien pensa em desistir por ser a vontade de Violet. Joe Escandarian volta à casa e é seduzido por Moira. Larry se surpreende ao encontrar Ben em sua casa e exige que ele se afaste de sua família. Larry revela que precisa da casa porque é a única maneira de reencontrar sua família que foi assassinada por um incêndio provocado por Constance e na tentativa de salvá-las acabou sendo queimado. Ben não se comove e decide vender a Joe Escandarian. Vivien volta a fazer um tour no expresso do terror para descobrir a história da casa onde Nora e Dr. Charles se mataram. Constance humilha Larry depois que ele se declara a ela. Larry revela que Ben vai vender a casa para Joe Escandarian que planeja demolir a casa. Violet sobe ao sótão e Tate revela que existem vários espíritos de pessoas que morreram na casa. Violet se depara com Maria. Constance tenta impedir Joe Escandarian de comprar a casa. Tate conta a Ben que tem se sentido melhor com o tratamento dele. Constance é rejeitada por Tate e visita Beau no sótão para se despedir. Moira e Larry assassinam Joe Escandarian para que ele não venha a demolir a casa. Vivien descobre que Nora, a primeira dona da casa, é a mulher que a visitou há dias atrás. |              |                                                |                     |                            |                        |                     |
| 8 | 8            | "Rubber Man" "(O Homem de Borracha)"           | Miguel Arteta       | Ryan Murphy                | 23 de novembro de 2011 | 2.81                |
| Alguém conforta Nora, prometendo lhe dar um novo bebê. Um estranho homem usa a fantasia de borracha e estupra Vivien para engravidá-la. É revelado que Tate é o Homem de Borracha. Vivien conta a Marcy e Moira que viu o fantasma de Nora. Em 2010, Chad confidencia com uma amiga que acha que está sendo traído por Patrick e resolve animar a relação do casal. Chad compra a fantasia sexual de Homem de Borracha, mas não consegue esquentar sua relação com Patrick. Em 2011, Hayden conta a Nora que ela está morta, além de provocar Moira. Vivien aterroriza Hayden. Em 2010, Tate, vestido de Homem de Borracha, assassina Patrick após matar Chad a pedido de Nora. Ben pede a ajuda de Violet para cuidar de Vivien. Vivien é consolada por Moira por estar vendo fantasmas. Vivien decide fugir de casa com Violet, mas Hayden usa espíritos para impedir. Vivien conta a Ben que vê fantasmas e ele desconfia que esteja ficando louca. Violet perde a virgindade com Tate. Violet mente que não vê fantasmas na frente de Ben. Hayden tenta seduzir Tate, mas ele resiste. Vivien rouba a arma de Marcy, que desesperada atira em Ben durante a noite. Vivien é internada num sanatório para doentes mentais. |              |                                                |                     |                            |                        |                     |
| 9 | 9            | "Spooky Little Girl" "(Garotinha Assustadora)" | John Scott          | Jennifer Salt              | 30 de novembro de 2011 | 2.85                |
| Em 1947, a aspirante à atriz Elizabeth Short é encontrada morta em um terreno baldio após uma consulta com o dentista Davis. Em 2011, Ben foge das insinuações de Moira. Hayden seduz Travis e os dois transam, confirmando que ela ainda pode fazer sexo mesmo estando morta. Hayden se apresenta viva para Ben, Vivien e os delegados. Elizabeth se consulta com Ben. Ben descobre que Vivien está grávida de gêmeos heteropaternais (filhos de pais diferentes). Constance descobre da heteropartenidade de Vivien e espanca Tate. Ben flagra Moira e Elizabeth se beijando e se recusa a tratar Elizabeth. Em 1947, Dr. Davis abusa de Elizabeth após dopá-la. Com a ajuda do Dr. Charles, eles esquartejam-na e a jogam na rua. Em 2011, Ben visita Vivien no manicômio. Ben lembra de quando conheceu Hayden e revela que nunca a amou. Constance chama Travis para lhe ajudar a raptar o bebê de Vivien assim que nascer, mas ele nega. Travis e Hayden transam de novo e ela o assassina em seguida. Larry joga o corpo de Travis na rua. Constance visita Vivien. Ben acusa Luke de ser o pai do segundo bebê, mas ele afirma que é estéril. Ben encontra a fantasia de borracha e Moira revela que Vivien foi estuprada, fazendo com que ele a veja como ela realmente é pela primeira vez. Constance descobre por Billie Dean que o filho de um humano com um espírito morto é um demônio. |              |                                                |                     |                            |                        |                     |
| 10 | 10           | "Smoldering Children" "(Crianças Fumegantes)"  | Michael Lehmann     | James Wong                 | 7 de dezembro de 2011  | 2.54                |
| Em 1994, durante o jantar, Tate se revolta com o romance de Larry e Constance e a morte de Beau. Tate derrama álcool em Larry em seu escritório e, em seguida, ateia fogo. Em 2011, Vivien descobre que está grávida de gêmeos heteropaternais. Os detetives Granger e Barrios entrevistam Constance sobre a morte de Travis. O delegado Peter avisa Ben que Violet falta ao colégio por mais de duas semanas seguidas. Violet garante a Ben que não voltará ao colégio, mas ele insiste e ela cede. Constance ameaça matar Larry achando que ele assassinou Travis. Tate impede Violet de ir ao colégio. Ben contrata Phil para acabar com as moscas-varejeiras da casa. Granger e Barrios flagram Constance na casa dos Harmon e depõe na delegacia contra vários crimes. O detetizador Phil descobre algo e é assassinado por Tate. Violet sofre por achar que Ben irá mandá-lo para longe da casa. Tate resolve impedi-lo. Travis fica feliz ao saber de Larry que ele está em todos os noticiários. Larry se emociona ao reencontrar sua família que morreu queimada. Tate, vestido de Homem de Borracha, consegue deixar Ben desacordado após um duelo. Constance recebe a notícia de que será condenada à prisão. Violet tem medo de Tate após ver Ben desacordado e tenta fugir da casa, mas não consegue. Tate revela que não conseguiu salvá-la de sua tentativa de suicídio com comprimidos e, por isso, está morta. Violet só acredita ao ver seu próprio corpo morto e chora por ter morrido. Constance se surpreende ao ver Larry se entregar à polícia como autor dos assassinatos que ela cometeu. Mesmo após sua entrega injusta, Constance despreza a Larry. |              |                                                |                     |                            |                        |                     |
| 11 | 11           | "Birth" "(O Nascimento)"                       | Alfonso Gomez-Rejon | Tim Minear                 | 14 de dezembro de 2011 | 2.59                |
| Em 1984, quando criança, Tate é protegido por Nora e passa a considerá-la como sua mãe. Em 2011, Nora cobra o bebê que Tate prometeu lhe dar, mas ele se recusa a roubar o irmão de Violet. Nora decide roubá-lo. Ben força Violet a ir visitar Vivien, mas seu corpo permanece na casa. Chad e Patrick pintam o futuro quarto do bebê e declaram a Violet que irão roubar os gêmeos. Violet pede ajuda de Constance para roubar os gêmeos e impedir o casal gay de os roubarem. Chad conta a Constance que não pretendem criar os bebês, mas sim, matá-los para que eles sejam sempre seu. Violet e Constance pedem que Billie Dean expulse os espíritos de Chad e Patrick da casa. Vivien recebe alta do sanatório. Billie Dean aconselha Violet a fazer um feitiço usando objetos de Chad e Patrick para destrui-los. Tate tenta seduzir Patrick, mas ele se descontrola e o espanca. Tate consegue a aliança. Vivien tem contrações. Violet consegue roubar o relógio de Chad. Ben volta à casa para buscar Violet, mas ela o manda fugir e revela que está morta. Constance traz Vivien para a casa e sua bolsa estoura. Dr. Charles e Maria começam a fazer o parto de Vivien. Vivien se declara a Ben ao lembrar do parto de Violet. Vivien dá à luz ao primeiro bebê que é levado por Nora. O feitiço de Violet contra Chad não funciona e ele confessa que desistiu de roubar os bebês de Vivien. O segudo bebê nasce, mas Vivien não resiste e morre. Constance rouba o segundo bebê. Moira se emociona ao ver o bebê com Constance. Hayden tenta roubar o bebê de Constance. Ben chora a morte de Vivien. Violet rejeita Tate por descobrir que ele mentiu sobre si para conquistá-la. Vivien consola Violet. |              |                                                |                     |                            |                        |                     |
| 12 | 12           | "Afterbirth" "(Após o Nascimento)"             | Bradley Buecker     | Jessica Sharzer            | 21 de dezembro de 2011 | 3.22                |
| Ben é o único sobrevivente da casa. Constance não quer devolver o bebê a Ben, que descobre que ela é mãe de Tate. Vivien sofre por não poder aparecer para Ben e cuidar de seu filho. Ben tenta se suicidar, mas Vivien e Violet não permitem. Ben tenta fugir com o bebê, mas Hayden, Bianca e Dallas o matam enforcado. Miguel, Stacy e Gabriel Ramos visitam a casa e Marcy conta sobre a história dos últimos donos. Mesmo assim, a família compra a casa. Os detetives Grenger e Barrios interrogam Constance que mente dizendo que Ben cometeu suicídio e Violet fugiu levando seu irmão bebê. Travis recupera o bebê das mãos de Hayden e entrega a Constance. Violet tenta fazer amizade com Gabriel e Tate tem ciúmes. Miguel e Stacy namoram e planejam ter um bebê. Ben e Vivien se identificam com eles. Moira, Vivien e Ben se unem para expulsar os novos moradores para que eles não sofram o mesmo que eles. Tate assusta Gabriel à noite. Stacy tenta se defender do Homem de Borracha, que tenta estuprá-la. Todos os espíritos se unem para assustar a família Ramos. Ben e Vivien se "matam" e "ressuscitam" para fazer com que Stacy e Miguel fujam. Tate tenta matar Gabriel, mas Violet impede e ele também foge. A casa volta a ter paz. Ben e Tate têm um acerto de contas. Vivien recupera seu bebê com Nora. Ben, Vivien, Violet, Moira e o bebê comemoram juntos o Natal. Tate e Hayden os observam de longe, com inveja. Três anos depois, Constance vai ao salão de beleza e, ao voltar para casa, encontra a babá assassinada pelo filho-demônio de Tate e Vivien. |              |                                                |                     |                            |                        |                     |

## Produção

### Desenvolvimento
O criador da série, Ryan Murphy, começou a trabalhar nela antes mesmo da estreia de uma outra série de sua autoria, Glee, da emissora Fox.
Ryan Murphy queria fazer o oposto do que havia feito anteriormente e, assim, começou seu trabalho na série.
O episódio piloto foi filmado em uma casa em Country Club Park, em Los Angeles, Califórnia, nos Estados Unidos, que é a casa mal-assombrada e a cena do crime da temporada. Projetada e construída em 1902 por Alfred Rosenheim, a casa, que tem um estilo gótico, já havia sido um convento, anteriormente.
A primeira temporada foi filmada em cenários que são uma réplica exata da casa. Detalhes como os vitrais e as luminárias de bronze martelado de Louis Comfort Tiffany, foram re-criados para preservar o visual da casa.

### Escolha de elenco
Os anúncios começaram em 2011, com Connie Britton sendo a primeira escolhida, que interpretaria Vivien Harmon. Em entrevista ao Entertainment Weekly, o co-criador da série, Ryan Murphy, afirmou que havia dito para Connie Britton que sua personagem, Vivien, morreria na primeira temporada.
Denis O'Hare se juntou ao elenco no final de março de 2011, como Larry Harvey. Jessica Lange se juntou ao elenco em abril de 2011 como Constance, marcando seu primeiro papel principal na televisão.
Dylan McDermott foi escolhido como o pai da família Harmon, Ben, no final de abril de 2011. Seu caráter foi inicialmente descrito como "um terapeuta bonito e masculino, mas sensível que ama sua família, embora tenha prejudicado sua esposa". Dylan McDermott disse que queria fazer o papel para romper com seu papel anterior como Bobby Donnell na série The Practice, da ABC.
Em maio de 2011, Taissa Farmiga e Evan Peters foram os últimos atores a entrar no elenco, interpretando Violet Harmon e Tate Langdon, respectivamente. Taissa Farmiga disse que amou Violet "imediatamente" e que "ela tinha coragem para si mesma, ela tinha atitude". Ryan Murphy descreveu Tate como o "verdadeiro monstro" da série, acrescentando: "Para o grande mérito de Evan e para o mérito dos escritores, eu acho que o trabalho feito por Evan foi surpreendente difícil fazer um monstro simpático".